# 21626 Matthewhall
21626 Matthewhall este un asteroid din centura principală de asteroizi.

## Descriere
21626 Matthewhall este un asteroid din centura principală de asteroizi. A fost descoperit pe 12 iulie 1999 la Socorro, New Mexico, în cadrul proiectului LINEAR. Asteroidul prezintă o orbită caracterizată de o semiaxă mare de 2,25 ua, o excentricitate de 0,18 și o înclinație de 5,2° în raport cu ecliptica.